# Eunice Newton Foote
Pour les articles homonymes, voir Newton et Foote.
Eunice Newton Foote, née Eunice Newton le 17 juillet 1819 à Goshen (Connecticut) et morte le 30 septembre 1888 à Lenox (Massachusetts, États-Unis), est une scientifique et inventrice américaine, également militante pour les droits des femmes. Elle a observé que la lumière solaire chauffe davantage le dioxyde de carbone et la vapeur d'eau que l'air. Reprenant une hypothèse (confirmée depuis) selon laquelle l'atmosphère terrestre a, par le passé, été plus riche en dioxyde de carbone qu'à son époque, elle en déduit que cette atmosphère était également plus chaude. Elle est l'une des signataires de la convention de Seneca Falls, une des premières conventions américaine de droit des femmes.

## Biographie

### Vie personnelle
Son père, Isaac Newton Junior, est originaire de Goshen (Connecticut) agriculteur à East Bloomfield (New York), et sa mère se prénomme Thirza. Eunice Newton Foote a six sœurs et cinq frères.
Eunice est décrite comme « un génie inventif et une personne à l'insolite beauté ». Son éducation et sa formation sont mal connues, même si ses expériences témoignent d'une formation scientifique avancée.
Elle se marie le 12 août 1841 à Elisha Foote, juge, statisticien et inventeur, à East Bloomfield. Ils vivent à Seneca Falls, sur Nord Park Street. Ils ont deux enfants : Mary Foote Henderson, artiste et écrivain, née le 21 juillet 1842, et Augusta Newton Arnold, née en octobre 1844, écrivain, auteur de The Sea at Ebb Tide, et membre du conseil d'administration du Barnard College. Augusta épouse Francis B. Arnold le 6 mars 1869. Eunice et Elisha ont six petits-enfants, trois de chaque fille. Ils déménagent ensuite à Saratoga, New York. Elisha Foote meurt en 1883 et Eunice Newton Foote cinq ans plus tard, le 30 septembre 1888.

### Recherche
En 1856, Foote étudie l'effet du rayonnement solaire sur le réchauffement de l'air, et l'influence de la concentration de certains gaz, dont le dioxyde de carbone (CO2), sur ce phénomène. Ses expériences sur ce sujet ont ouvert la voie à la découverte de l'effet de serre. Elle réalise des expériences à l'aide d'un dispositif expérimental qui comprend deux cylindres en verre, dans chacun desquels elle place deux thermomètres, avant de faire un vide partiel dans l'un des cylindres à l'aide d'une pompe à air, et en transférant l'air vers le second cylindre où l'air est condensé. Elle place alors les deux cylindres, dont la température initiale est identique, au soleil et suit l'évolution de leur température et de leur taux humidité. Elle constate que la température augmente davantage dans le cylindre où l'air est condensé. Elle répète ensuite ces expériences en modifiant la nature du gaz, testant l'air sec et l'air humide, puis le dioxyde de carbone. Elle montre que le phénomène est plus important dans l'air humide et dans le dioxyde de carbone, et décrit ses résultats dans un article intitulé Circumstances affecting the heat of the sun’s rays,,.
Parce qu'elle est une femme, elle n'est pas autorisée à présenter son article auprès de l'Association américaine pour l'avancement des sciences, ceux-ci sont donc présentés par le professeur Joseph Henry lors de la réunion annuelle de l'association le 23 août 1856. La lecture de l'article précédée d'une préface rédigée par celui-ci, dans laquelle il indique « Science was of no country and of no sex. The sphere of woman embraces not only the beautiful and the useful, but the true. » (littéralement : « La science n'a ni pays ni sexe. La sphère de la femme englobe non seulement le beau et l'utile, mais aussi le vrai. »). L'article de Foote est cependant écarté de la revue Proceedings de l'association, qui rassemble normalement toutes les publications présentées lors de sa réunion annuelle sans exception. L'unique copie de l'article de Foote est publiée dans The American Journal of Science and Arts.
Le travail de Foote est antérieur de trois ans à celui de John Tyndall, généralement crédité pour la découverte de l'effet de serre. Tyndall établit que les gaz en question ne réagissaient pas tant aux effets du soleil qu’à des rayonnements infrarouges et ses travaux font l'objet d'une série de publications en 1859. Des expériences similaires sont utilisées dans les écoles contemporaines pour enseigner ce phénomène. John Perlin, biographe d’Eunice Newton Foote, explique que Tyndall, misogyne et ambitieux, s’est très certainement inspiré des travaux de Foote sans la mentionner.
Elle travaille également sur l'excitation électrique des gaz, à l'origine d'une publication en août 1857 dans les actes de l'Association américaine pour l'avancement de la science,. Elle dépose également un brevet en 1860 concernant le « remplissage des semelles de chaussures et de bottes ».
Les travaux d’Eunice Newton Foote sont principalement ignorés par la communauté scientifique, jusqu'à leur redécouverte en 2011 par un géologue américain retraité. L’historien américain Roland Jackson estime que « Eunice Foote a été désavantagée non seulement par le manque de communauté universitaire en Amérique et une mauvaise communication avec l'Europe, mais par deux autres facteurs : son sexe et son statut d'amateur ».

### Militantisme
Elle est l’une des signataires, avec son mari Elisha Foote, de l'une des premières conventions des droits des femmes, la Convention de Seneca Falls, qui demande l’égalité entre hommes et femmes en termes de statut social et de droits légaux. 

## Hommages
Le 17 juillet 2023, un Google Doodle lui est consacré à l'occasion du 204e anniversaire de sa naissance,.